# Земляна Олена Віталіївна
Олена Віталіївна Земляна (нар. 27 жовтня 1986) — українська футболістка, захисниця клубу «Ятрань-Берестівець».

## Життєпис
Футбольну кар'єру розпочала в «Донеччанці». У чемпіонаті України дебютувала 2001 року. У команді відіграла 7 сезонів, за цей час у Вищій лізі зіграла 76 матчів та відзначилася 3-а голами.
Напередодні старту сезону 2008 року перейшла в «Іллічівку». Дебютувала у футболці маріупольського клубу 6 травня 2008 року в програному (1:2) домашньому поєдинку 1-о туру чемпіонату України проти харківського «Житлобуду-1». Олена вийшла на поле в стартовому складі та відіграла увесь матч. Дебютним голом за «Іллічівку» відзначилася 1 червня 2008 року на 23-й хвилині переможного (2:1) виїзного поєдинку 4-о туру чемпіонату України проти «Родини-Ліцею». У складі маріупольського колективу відіграла 3 сезони, за цей час у Вищій лізі провела 46 матчів та відзначилася 6-а голами.
У 2011 році перейшла до «Житлобуду-1». Дебютувала у футболці харківського колективу 30 квітня того ж року в переможному (8:0) виїзному поєдинку 1-о туру чемпіонату України проти столичного «Атекс-СДЮШОР №16». Земляна вийшла на поле в стартовому складі та відіграла увесь матч. У харківському клубі виступала протягом двох з половиною сезонів, за цей час у Вищій лізі провела 22 матчі. Разом з «Житлобудом-1» тричі (у 2013 році зіграла 4 матчі у Вищій лізі, згодом отримала золоті медалі) вигравала чемпіонат України та двічі ставала володарем кубку країни. У сезоні 2012/13 років перебувала в заявці харківського клубу на жіночу Лігу чемпіонів, проте у всіх трьох матчах просиділа на лаві запасних.
По ходу сезону 2013 року повернулася до «Іллічівки». Дебютувала за маріупольську команду після свого повернення 15 серпня 2013 року в програному (0:2) виїзному поєдинку 8-о туру чемпіонату України проти «Донеччанки». Олена вийшла на поле в стартовому складі та відіграла увесь матч. Дебютними голами за «Іллічівку» відзначилася 17 травня 2015 року на 64-й та 69-й хвилинах переможного (2:1) виїзного поєдинку 4-о туру чемпіонату України проти «Ятраня-Берестівеця». Земляна вийшла на поле в стартовому складі та відіграла увесь матч. У команді відіграла два з половиною сезони, за цей час у Вищій лізі провела 28 матчів та відзначилася 4-а голами.
Напередодні початку сезону 2016 року перейшля до клубу «Ятрань-Берестівець». Дебютувала за нову команду 24 квітня 2016 року в програному (0:3) домашньому поєдинку 1-о туру чемпіонату України проти «Житлобуду-2». Олена вийшла на поле в стартовому складі та відіграла увесь матч.

## Досягнення
«Донеччанка»
- Вища ліга чемпіонату України
  -  Срібний призер (1): 2001
  -  Бронзовий призер (2): 2002, 2003

- Кубок України
  -  Фіналіст (1): 2001

«Іллічівка»
- Вища ліга чемпіонату України
  -  Срібний призер (1): 2009
  -  Бронзовий призер (1): 2010

«Житлобуд-1»
- Вища ліга чемпіонату України
  -  Чемпіон (3): 2011, 2012, 2013[7]

- Кубок України
  -  Володар (2): 2011, 2013